# Comuna de Rutki
Rutki (polaco: Gmina Rutki) é uma gminy (comuna) na Polónia, na voivodia de Podláquia e no condado de Zambrowski. A sede do condado é a cidade de Rutki-Kossaki.
De acordo com os censos de 2004, a comuna tem 6144 habitantes, com uma densidade 30,7 hab/km².

## Área
Estende-se por uma área de 200,2 km², incluindo:
- área agricola: 75%
- área florestal: 17%

## Demografia
Dados de 30 de Junho 2004:
|                      | Total   | Total | Mulheres | Mulheres | Homens  | Homens |
| -------------------- | ------- | ----- | -------- | -------- | ------- | ------ |
|                      | pessoas | %     | pessoas  | %        | pessoas | %      |
| População            | 6144    | 100   | 2989     | 48,6     | 3155    | 51,4   |
| Densidade (pop./km²) | 30,7    | 100   | 14,9     | 14,9     | 15,8    | 15,8   |

De acordo com dados de 2002, o rendimento médio per capita ascendia a 1433,53 zł.

## Comunas vizinhas
- Łomża, Kobylin-Borzymy, Kołaki Kościelne, Kulesze Kościelne, Wizna, Zambrów, Zawady